# میرمن پروین
میرمن پروین یا خانم پروین نام اصلی‌اش خدیجه است؛ دختر سردار عبدالرحیم خان و از خانواده پسران امیر عبدالرحمن خان است. سردارعبدالرحیم خان که در زمان استالین به سیبری تبعید شده بود روزگار سختی را گذراند و سپس با پا درمیانی سفیر وقت افغانستان در مسکو از تبعید رها شد اما هیچ‌گاه حق بازگشت به افغانستان را به دست نیاورد و تا مرگ در مسکو باقی ماند.
مادر خانم پروین از بدخشان افغانستان بود که بعد از تبعید همسرش به ازبکستان و روسیه به تنهایی در تربیت دخترش همت گماشت.
میرمن پروین اولین آوازخوان زن افغان رادیوی افغانستان بود که در سال‌های چهل میلادی آوازخوانی را آغاز کرد و تا پایان عمر در این هنر باقی ماند، وی روز چهارشنبه ۸ دسامبر سال ۲۰۰۴ میلادی در بستر بیماری در شهر کابل درگذشت. خانم پروین به هنگام مرگ در سال‌های هشتاد زندگی‌اش قرار داشت.
خانم پروین با زحمات زیاد کار آوازخوانی را در رادیو افغانستان ادامه داد و با پوشیدن برقع رفتن به رادیو را ادامه داد و مشوق سایر آوازخوان زن از جمله مهوش، ژیلا و رخشانه و دیگران شد. خانم پروین تا ایام بیماری زنی فعال و دل‌زنده بود و در محافل هنری شرکت می‌کرد. خانم پروین به زبان‌های دری، پشتو، ازبکی و بلوچی آواز می‌خواند.

## نمونه آهنگ‌ها
- میرمن پروین، زما لالیه راشه در یوتیوب
- میرمن پروین ـ ابر سیه در یوتیوب
- میرمن پروین ـ به چمن جشن افغان است در یوتیوب